# Efeitos econômicos dos ataques de 11 de setembro
Os ataques de 11 de setembro de 2001 causaram, inicialmente, choques que provocaram uma queda acentuada nos mercados de ações a nível global. Os próprios ataques resultaram em aproximadamente 40 bilhões de dólares em perdas de seguros, tornando-se um dos maiores sinistros, bem como uma das maiores indenizações da história.

## Mercados financeiros

As bolsas de valores fecharam entre os dias 10 e 17 de setembro de 2001. Após o pânico inicial, o DJIA subiu rapidamente, mas logo apresentou queda

Na terça-feira, 11 de setembro de 2001, a abertura da Bolsa de Valores de Nova York (NYSE) foi adiada depois que o primeiro avião caiu na Torre Norte do World Trade Center, e as negociações do dia foram canceladas depois que o segundo avião caiu na Torre Sul. A NASDAQ também cancelou as negociações. O prédio da Bolsa de Valores de Nova York foi evacuado, assim como quase todos os bancos e instituições financeiras em Wall Street e em muitas cidades do país. A Bolsa de Valores de São Paulo, na época ainda Bovespa, fechou após 1h15 de pregão (às 11h15) em queda de 9,18%. A Bolsa de Valores de Londres e outras bolsas de valores em todo o mundo também foram fechadas e evacuadas com medo de novos ataques terroristas. A nova-iorquina permaneceu fechada até a segunda-feira seguinte. Esta foi a terceira vez na história que a NYSE experimentou um fechamento prolongado, sendo a primeira vez nos primeiros meses da Primeira Guerra Mundial e a segunda em março de 1933 durante a Grande Depressão. A negociação no mercado de títulos dos Estados Unidos também cessou; a principal negociadora de títulos do governo, Cantor Fitzgerald, estava sediada no World Trade Center. A New York Mercantile Exchange também foi fechada por uma semana após os ataques.
O Sistema de Reserva Federal (The Fed) emitiu um comunicado, dizendo que estava "aberto e operacional. A janela de desconto está disponível para atender às necessidades de liquidez". Ainda adicionou 100 bilhões de dólares em liquidez por dia, durante os três dias seguintes ao ataque para ajudar a evitar uma crise financeira. O então vice-presidente e membro do Conselho de Governadores do Federal Reserve, Roger W. Ferguson Jr., descreveu em detalhes esta e outras ações que o The Fed executou para manter uma economia estável e compensar possíveis interrupções que poderiam surjir no sistema financeiro.
Os preços do ouro dispararam, de 215,50 dólares para 287 a onça-troy de ouro nas negociações de Londres. Os preços do petróleo também dispararam. O valor do gás nos Estados Unidos também disparou brevemente, embora o aumento nos preços tenha durado apenas cerca de uma semana.
A troca de moedas continuou, com o dólar americano caindo acentuadamente em relação ao euro, libra esterlina e iene japonês. No dia seguinte, as bolsas europeias caíram acentuadamente, incluindo quedas de 4,6% na Espanha, 8,5% na Alemanha e 5,7% na Bolsa de Valores de Londres. As ações nos mercados latino-americanos também caíram, com queda de 9,2% no Brasil, 5,2% na Argentina e queda de 5,6% no México, antes da interrupção das negociações.